# Михайловка (Васильевский район, Запорожская область)
Миха́йловка (укр. Михайлівка) — посёлок в Запорожской области Украины. Являлась административным центром упразднённых Михайловского района и Михайловского поселкового совета, в который также входили сёла Волковка, Тарсалак, Нововладимировка, Першотравневое, Петровка и ликвидированное село Плодородовское.

## Географическое положение
Посёлок городского типа Михайловка находится в 7 км от пгт Пришиб. Рядом с посёлком протекает 3-й Магистральный канал. Через посёлок проходят автомобильные дороги Т-0810 и Т-0818.

## История
Местность, где расположен посёлок Михайловка, была заселена ещё в древности. Об этом свидетельствуют раскопанные здесь курганы с погребениями эпохи поздней бронзы (конец II тысячелетия до н. э.), скифского времени (IV—III вв. до н. э.), сарматского (II в. до н. э.— II в. н. э.) и кочевников X—XIII вв.
Посёлок был назван в честь Михаила Чудновского, который в 1807 году стал первым поселенцем на месте нынешней Михайловки около большого чумацкого шляха. В 1810 году возле его хутора поселенцы основали казённую слободу Михайловку. Слобода в Мелитопольском уезде Таврической губернии состояла из нескольких хуторов, заселённых государственными крестьянами и беглыми крепостными из разных мест южных и центральных губерний Российской империи.
В Российской империи посёлок был центром Михайловской волости Мелитопольского уезда.
В 1965 году Михайловке присвоен статус посёлок городского типа.
12 июня 2020 года, в соответствии с распоряжением Кабинета Министров Украины № 713-р «Про визначення адміністративних центрів та затвердження територій територіальних громад Запорізької області», посёлок вошёл в состав Михайловского поселковой громады.
19 июля 2020 года, в результате административно-территориальной реформы и ликвидации Михайловского района, посёлок вошёл в состав Васильевского района.
С 1 марта 2022 года посёлок находится под российской оккупацией в ходе вторжения России на Украину.

## Население
В 1989 году численность населения составляла 15 077 человек, по данным Всеукраинской переписи населения 2001 года — 13 671 человек, на 1 января 2013 — 12 520 человек.

### Языковой состав
По данным переписи 2001 года 76,40 % населения посёлка указали украинский язык родным, 22,22 % — русский, 1,38 % — другие языки.

## Экономика
- ОАО «Михайловский Агрос».
- Им. Мичурина, агрофирма, ООО.
- «Микарнес», АО.
- OOO «Агрофирма ЮЛеНа».
- ЧП «Анросинтез»

## Объекты социальной сферы
- Школа № 1 — гимназия.
- Школа № 2.
- Школа № 3.
- Михайловская НСШ.
- ДНЗ Михайловское ВПУ
- Детский сад «Гнёздышко».
- Детский сад «Теремок».
- Дом культуры.
- Музыкальная школа.
- Михайловское территориальное медицинское объединение (Михайловское ТМО).
- Детский центр.

## Религия
- Покровская церковь.
- Свято Никольский храм.

## Известные жители и уроженцы
- Самохвалов, Никита Сергеевич (1896—1960) — советский военачальник, генерал-майор.
- Шауль Черниховский (1873—1943) — еврейский поэт.